# Фердинанд Шаль
Фердинанд Карл Ервін Шаль (нім. Ferdinand Karl Erwin Schaal; 7 лютого 1889, Фрайбург — 9 жовтня 1962, Баден-Баден) — німецький воєначальник, генерал танкових військ вермахту. Кавалер Лицарського хреста Залізного хреста.

## Біографія
В 1908 році поступив на службу в Імперську армію. Учасник Першої світової війни. Після демобілізації армії залишений у рейхсвері. 
З 16 липня по 4 серпня 1939 і з 27 серпня 1939 по 2 серпня 1941 року — командир 10-ї танкової дивізії. Учасник Польської і Французької кампаній, а також німецько-радянської війни. В серпні 1941 року відправлений у резерв, з 1 вересня — у розпорядженні 34-го вищого командування особливого призначення. З 12 вересня 1941 по 1 березня 1942 року — командир 56-го танкового корпусу. Учасник битви за Москву. 1 серпня 1943 року знову переведений в резерв, 1 вересня призначений командувачем військовим округом Богемії і Моравії та уповноваженим представником вермахту при імперському протекторі. Учасник Липневої змови, після вбивства Адольфа Гітлера мав скинути НСДАП і встановити військовий контроль над протекторатом. Ввечері 20 липня 1944 року чекав на вказівки Фрідріха Фромма, проте Фромм після провалу змови вирішив зрадити змовників. Наступного дня Шаль був заарештований за наказом Генріха Гіммлера. На відміну від більшості учасників змови, Шаль пережив війну. В кінці квітня 1945 року потрапив у полон, в серпні звільнений.

## Нагороди
- Залізний хрест 2-го і 1-го класу
- Орден Церінгенського лева, лицарський хрест 2-го класу з мечами
- Ганзейський Хрест (Гамбург)
- Нагрудний знак «За поранення» в чорному
- Почесний хрест ветерана війни з мечами
- Медаль «За вислугу років у Вермахті» 4-го, 3-го, 2-го і 1-го класу (25 років)
- Пам'ятна військова медаль (Австрія) з мечами
- Медаль «У пам'ять 1 жовтня 1938»
- Застібка до Залізного хреста 2-го і 1-го класу
- Нагрудний знак «За танкову атаку» в сріблі
- Лицарський хрест Залізного хреста (13 липня 1940) — за заслуги під час облоги Кале.
- Німецький хрест в золоті (8 березня 1942)
- Медаль «За зимову кампанію на Сході 1941/42»